# Singapore Sevens
Il Singapore Sevens è un torneo annuale di rugby a 7 che si svolge allo Stadio nazionale di Singapore a Singapore.
Inaugurato nel 2002 come torneo facente parte delle IRB Sevens World Series, è stato inizialmente disputato fino al 2006 per essere poi rimpiazzato dall'Adelaide Sevens a partire dalla stagione 2006-07. Era sponsorizzato dalla Standard Chartered Bank.
A distanza di sette anni, nel 2013, si è tenuta una nuova edizione all'interno delle Asian Sevens Series. Nel 2015 è stato annunciato il nuovo inserimento del Singapore Sevens nelle Sevens World Series, dopo la firma di un accordo valevole per quattro anni.

## Albo d'oro
| Anno | Luogo                | Finale di Cup                            | Finale di Cup                            | Finale di Cup                            | Finale Plate                             | Finale Plate                             | Finale Plate                             |
| Anno | Luogo                | Vincitore                                | Punteggio                                | Finalista                                | Vincitore                                | Punteggio                                | Finalista                                |
| ---- | -------------------- | ---------------------------------------- | ---------------------------------------- | ---------------------------------------- | ---------------------------------------- | ---------------------------------------- | ---------------------------------------- |
| 2002 | Stadio Nazionale     | Nuova Zelanda                            | 21-17                                    | Argentina                                | Figi                                     | 64-5                                     | Samoa                                    |
| 2003 | Stadio Nazionale     | Torneo cancellato per l'epidemia di SARS | Torneo cancellato per l'epidemia di SARS | Torneo cancellato per l'epidemia di SARS | Torneo cancellato per l'epidemia di SARS | Torneo cancellato per l'epidemia di SARS | Torneo cancellato per l'epidemia di SARS |
| 2004 | Stadio Nazionale     | Sudafrica                                | 24-19                                    | Argentina                                | Figi                                     | 19-15                                    | Nuova Zelanda                            |
| 2005 | Stadio Nazionale     | Nuova Zelanda                            | 26-5                                     | Inghilterra                              | Samoa                                    | 14-5                                     | Australia                                |
| 2006 | Stadio Nazionale     | Figi                                     | 40-19                                    | Inghilterra                              | Samoa                                    | 26-5                                     | Francia                                  |
| 2013 | Yio Chu Kang Stadium | Giappone                                 | 24-19                                    | Hong Kong                                | Sri Lanka                                | 40-0                                     | Taipei cinese                            |
| 2016 | Stadio Nazionale     | Kenya                                    | 30-7                                     | Figi                                     | Samoa                                    | 26-21                                    | Nuova Zelanda                            |
| 2017 | Stadio Nazionale     | Canada                                   | 26-19                                    | Stati Uniti                              |                                          |                                          |                                          |
| 2018 | Stadio Nazionale     | Figi                                     | 28-22                                    | Australia                                |                                          |                                          |                                          |
| 2019 | Stadio Nazionale     | Sudafrica                                | 20-19                                    | Figi                                     |                                          |                                          |                                          |